# Дереволаз триколірний
Дереволаз триколірний (Epipedobates tricolor) — вид земноводних з роду Epipedobates родини Дереволази. Ендемік Еквадору. Отруйна амфібія.

## Опис
Завдовжки сягає 2,1—2.6 см. Спостерігається статевий диморфізм: самиці більші за самців. За будовою схожий на інших представників свого роду. У шкірі присутні токсини. Це одна з найотруйніших жаб. Пальці мають перетинку. Помітні істотні відмінності у забарвленні між дикими особинами і розведеними в неволі. Перші характеризуються інтенсивним яскраво-червоним забарвленням. По хребту від кінчика морди до крижів проходить широка жовтувата смуга. З боків тіла є поздовжні рядки витягнутих білих плям, що зливаються в смуги. Кінцівки також плямисті. Особини, що розводяться у неволі, не такі ошатні, більш темні, часто коричневі з більш вузькими смугами кремового відтінку.

## Спосіб життя
Полюбляє гірську місцину. Тримається по берегах річок і струмків з підвищеною вологістю, серед каміння. Ці місця характеризуються нижчимими середніми температурами і значними їх добовими перепадами, меншою вологістю і підвищеною інсоляцією. Зустрічається на висоті від 1000 до 1800 м над рівнем моря. Активні вдень. Живиться комахами та членистоногими.
Це яйцекладна амфібія. Самиця відкладає 10—25 яєць у лісову підстилку. Пуголовки з'являються через 3 тижня. Метаморфоз триває 2 місяці.
Тривалість життя до 10 років.

## Поширення
Це ендемік Еквадору.